# Palazzo Rasponi dalle Teste
Palazzo Rasponi dalle Teste è un edificio storico situato a Ravenna.

## Storia
Palazzo Rasponi dalle Teste fu costruito per volontà di Giovanni Rasponi (vescovo di Forlì dal 1689 al 1714) e del fratello, il conte Giuseppe Rasponi  nell’ultimo decennio del ‘600, realizzando una nuova residenza su un’area già costruita. 
Giuseppe risolse a proprio favore una disputa con il parente Carlo Maria Rasponi a proposito del terreno destinato alla costruzione, proprietà della famiglia almeno sin dal XV secolo; Carlo Maria cercò senza successo di opporsi al nuovo palazzo che, con la sua mole, avrebbe finito per «togliere il lume» alla propria dimora che sorgeva nei pressi. 
La  costruzione, durata quasi tre secoli, rispetta - pur utilizzando materiali diversi - l’impianto generale del progetto voluto, finanziato e seguito, ancor prima dell’inizio dei lavori fino alla sua morte, dal vescovo Giovanni, che con questo Palazzo mirava a rigenerare il valore del nome dei Rasponi in una fase di declino della dinastia. Il ramo della famiglia aggiungerà poi al cognome “dalle Teste”, dal soprannome dato dai cittadini al Palazzo detto ‘delle teste’ per le numerose facce, leonine e di mori bendati, scolpite sulla facciata. Giovanni Rasponi apparteneva al ramo famigliare detto ‘dalle Teste’, i cui simboli si ritrovano nelle decorazioni poste sull’architrave delle finestre dei piani elevati: una testa di moro bendata alternata a una testa di leone. Sui davanzali vi sono invece le zampe di leone incrociate con artigli (rasponi), simbolo comune della casata, tra le più nobili d’Italia. I legami familiari e la massiccia presenza cittadina, espressa anche attraverso i numerosi palazzi spesso raggruppati in uno stesso quartiere (si veda l’attiguo palazzo Rasponi detto ‘del Cavaliere’), permisero ai Rasponi, nonostante le rivalità interne, di esercitare un vasto e duraturo controllo sulle cariche pubbliche. La costruzione del palazzo dalle Teste, opera per certi versi anacronistica e sproporzionata, coincise tuttavia con il declino dell’epoca del vasto potere dei Rasponi sulla città.
Sono state formulate diverse ipotesi sulla sua progettazione, tra i vari architetti cui venne attribuita la sua ideazione, figura Luca Danese (Ravenna,1598 – Cento, 1672), umanista e matematico, cui si deve tra l'altro la costruzione della chiesa di San Romualdo.

## Architettura
L’imponente facciata principale, completata solo nel 1738 da Ippolito Rasponi, misura 70 metri; perfettamente simmetrica, è scandita dal portale centrale, dai balconi ai lati e dalla torretta centrale, ricca di elementi classicistici e tardo manieristici, vanta un grandioso portale che incornicia scenograficamente l'androne a doppia altezza e testimonia il passaggio dal barocco al rococò, così come gli interni. 
Dall’androne, tripartito come una chiesa a tre navate, si arriva al piano nobile grazie alla scala d’onore che termina con un portone verso il salone e il grande stemma con le zampe leonine incrociate e le unghie (i rasponi) sfoderate. Nel salone dal doppio volume, un tempo alloggio del conte Giuseppe, si aprono quattro porte sormontate da decorazioni in stucco con al centro il busto di antenati o personaggi mitici che si ripetono anche nelle altre sale della parte costruita col vescovo ancora in vita. Lo stesso doveva ripetersi nella parte nuova, quella di destra, passando attraverso la scala d’onore. Nelle sei stanze vescovili sono presenti sontuosi decori plastici, che attraverso i portali formano una galleria dove erano sistemati oltre un centinaio di quadri di grande valore.
Al primo piano, dopo le recenti ristrutturazioni, sono stati rinvenuti due solai a cassettoni decorati e una serie di decori affrescati negli stipiti delle finestre al piano nobile, oltre ad alcuni frammenti di affreschi con elementi architettonici, così come altre superfici decorate e solai dipinti con decori sette-ottocenteschi riemersi dopo la rimozione dei controsoffitti. Nella lunga storia del Palazzo gli eredi, per problemi finanziari, sostituirono la Pietra d'Istria voluta dal vescovo Giovanni, prima con la Pietra di San Leo, più friabile e più economica, quindi con il cemento di varia granulometria e anche con la terracotta.
Davanti al palazzo, nell’area oggi occupata da Piazza Kennedy, il vasto giardino privato si estendeva fino al fianco di palazzo Rasponi Murat.
Il Palazzo ha subito numerose modifiche nel corso del XIX e del XX secolo. Il cambiamento più radicale lo subì, tuttavia, con lo sventramento dell’isolato antistante, quando negli anni '30 venne realizzata la piazza del mercato (oggi Kennedy) abbattendo un isolato di impianto medievale che comprendeva anche importanti ruderi della Basilica di Sant'Agnese (Ravenna) (V secolo, poi demolita nel 1936), il giardino del Palazzo Rasponi e altri edifici. La sua immagine cambiò radicalmente: il palazzo non è più visto di scorcio come lo è stato fin dall’inizio della costruzione, ma frontalmente appiattendo così il ricco portale barocco.
I bombardamenti della Seconda Guerra Mondiale danneggiarono il piano nobile, distruggendone la volta e molte decorazioni esterne.

## I restauri
Il complesso monumentale venne ceduto dall'ultimo erede dei Rasponi al Comune di Ravenna nel 1977, durante il mandato del sindaco Aristide Canosani, e nel 1980 fu riaperto il varco del portone che da via Luca Longhi permette l’accesso al cortile interno del palazzo e alle scuderie, demolite e sostituite con un fabbricato a due piani. Negli anni ’80 e ’90 vennero  eseguiti altri lavori al suo interno per adeguare i locali a sede del polo universitario, prima che parte degli spazi venissero progressivamente abbandonati. I primi accordi tra l’Amministrazione Comunale e la Fondazione del Monte per la rinascita di Palazzo Rasponi dalle Teste risalgono al 2005, e furono aggiornati l’8 aprile del 2010 dal sindaco di Ravenna, Fabrizio Matteucci, e dal Presidente della Fondazione del Monte, Marco Cammelli, con la firma di un Protocollo d’intesa che diede il via alla trasformazione di Palazzo Rasponi. 
Tra il 2011 e il 2014 l'edificio subì profondi interventi di restauro grazie al contributo della Fondazione del Monte di Bologna e Ravenna. 
Il progetto è stato interamente finanziato dalla Fondazione del Monte di Bologna e Ravenna ed è stato affidato allo Studio Cervellati: Pier Luigi Cervellati, Ulrich Seum con Giorgio D’Albano, Federica Finelli, Federica Stupazzini, Roberta Zanoli. I lavori sono stati assegnati al Consorzio cooperative costruzioni (Ccc) di Bologna, mentre l’impresa esecutrice è la Cmc Ravenna. All’impresa Arte&Restauro di Mandriole di Ravenna sono invece stati affidati i lavori di restauro e conservazione delle numerose opere d’arte custodite all’interno del Palazzo.
Oggi ospita alcuni uffici del Comune di Ravenna, e i suoi spazi sono utilizzati per mostre, concerti, congressi, ed eventi culturali.

## Galleria d'immagini

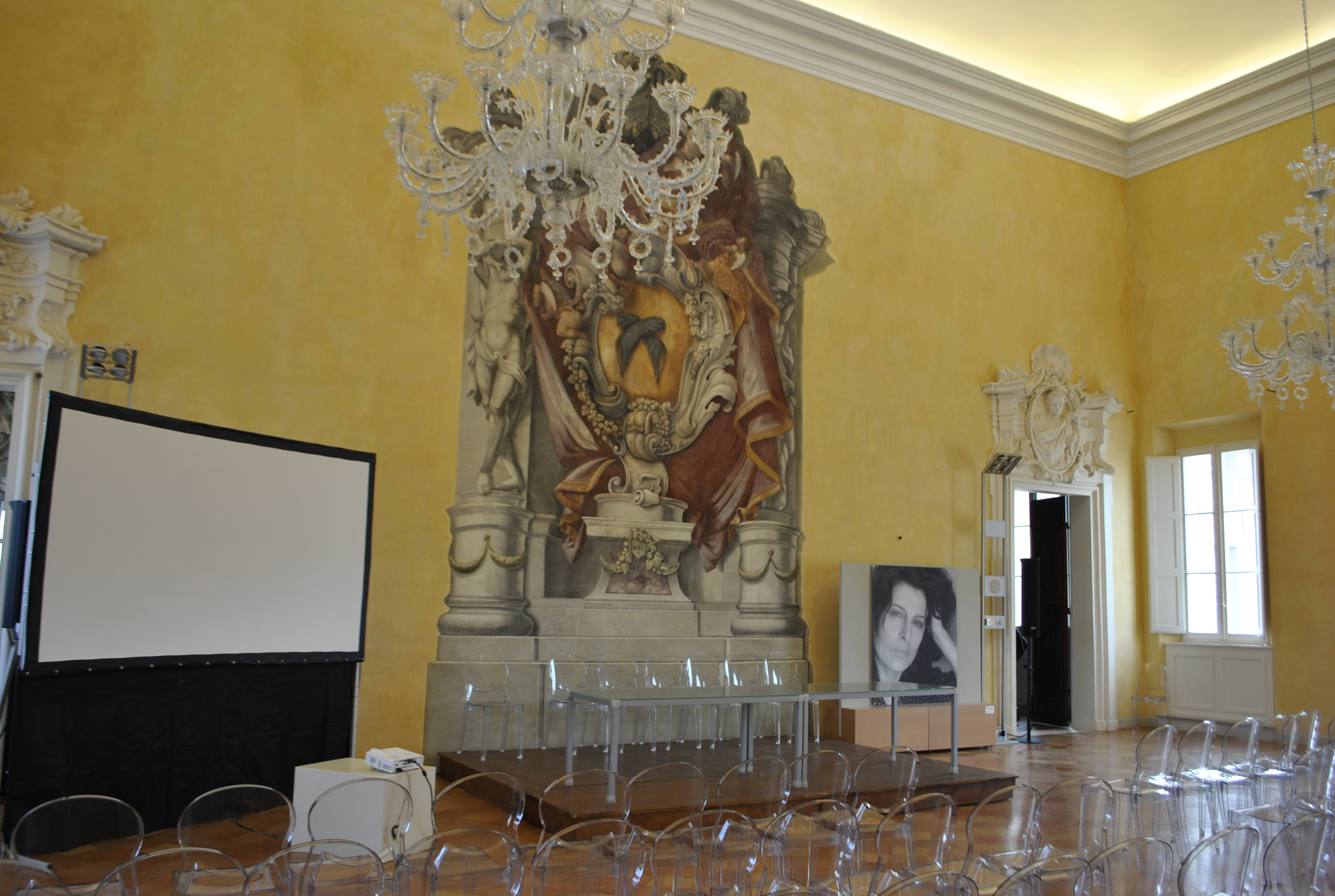
Salone delle feste
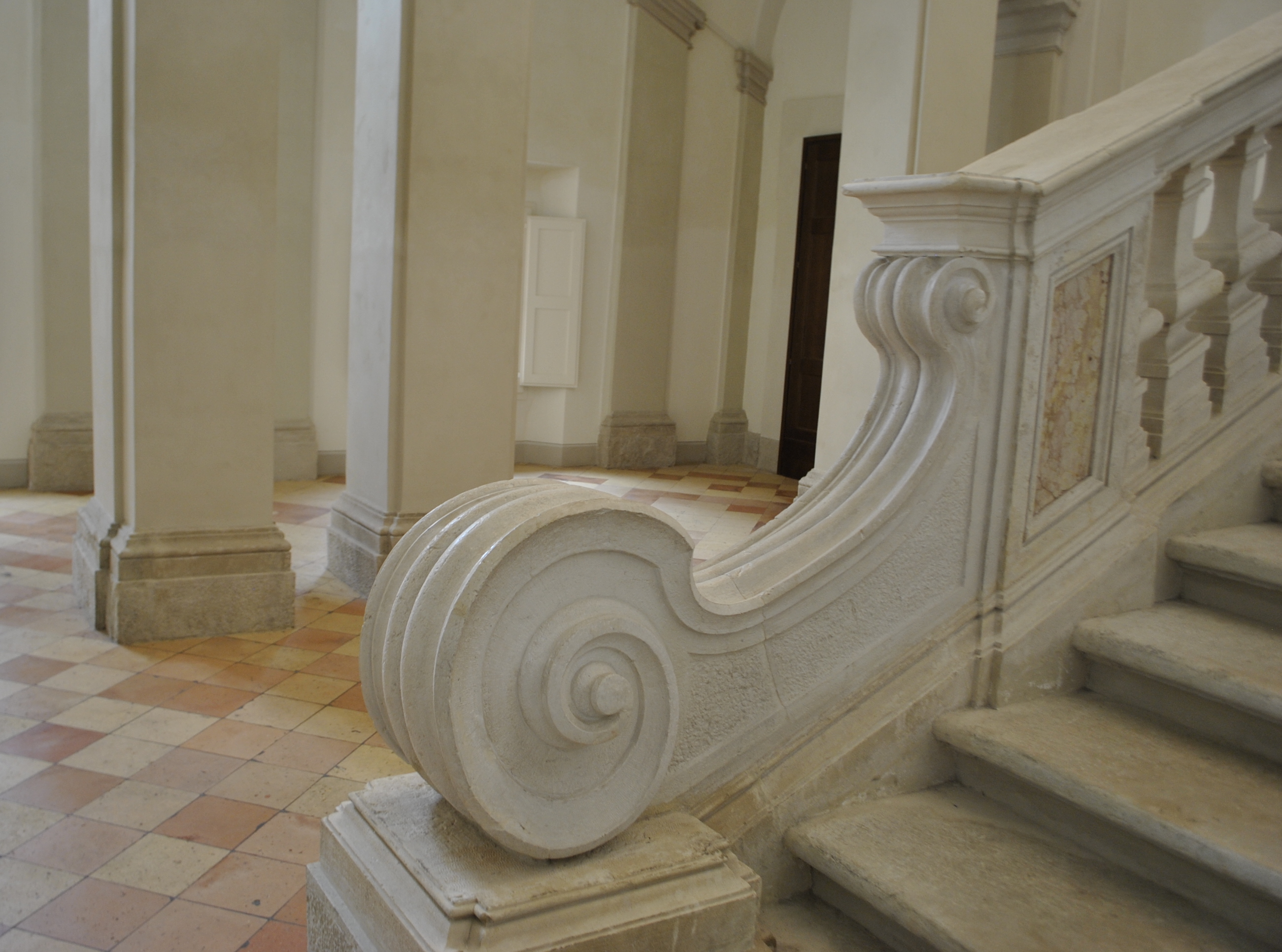
Scala monumentale, particolare
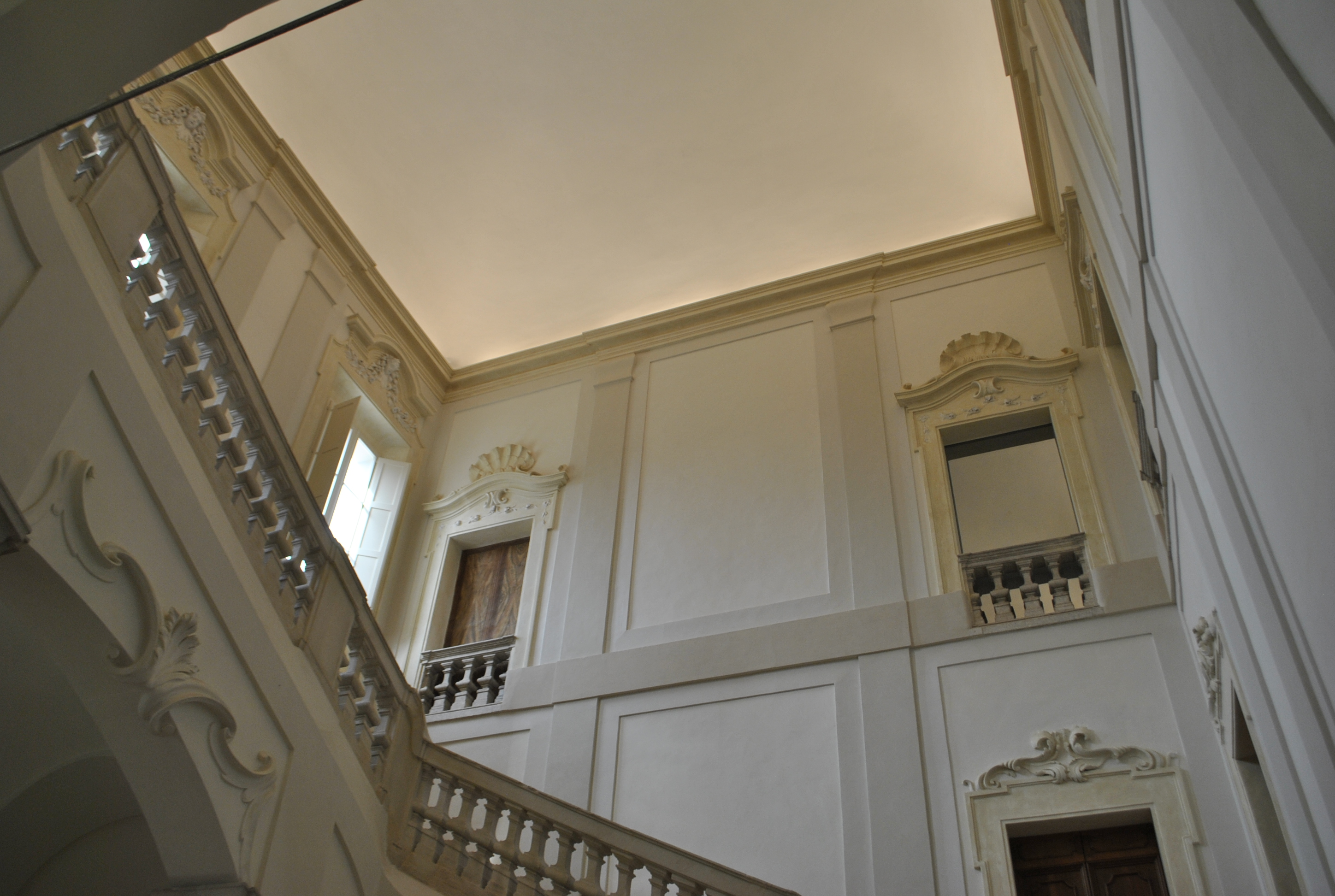
Androne, particolare
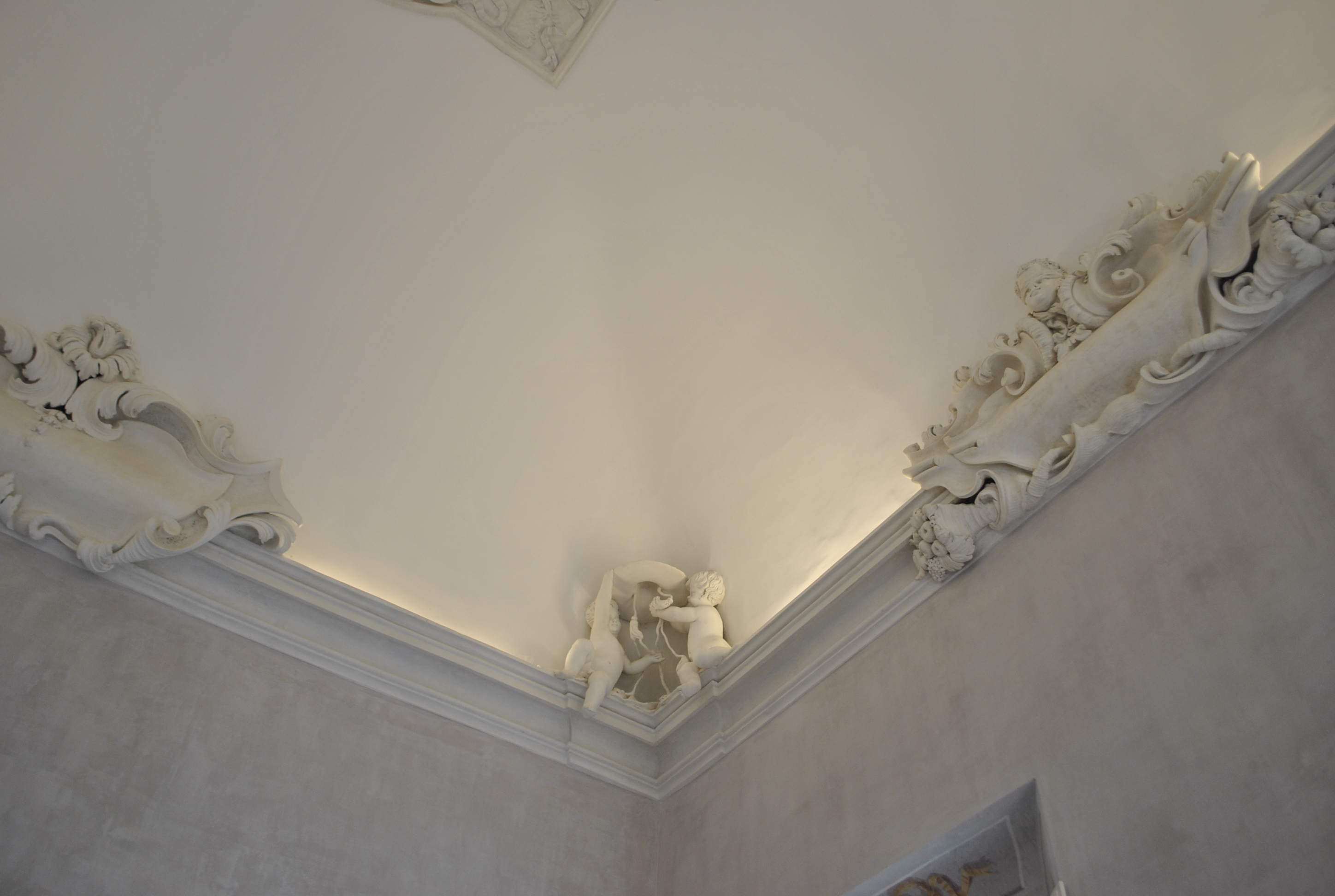
Decorazioni, particolare
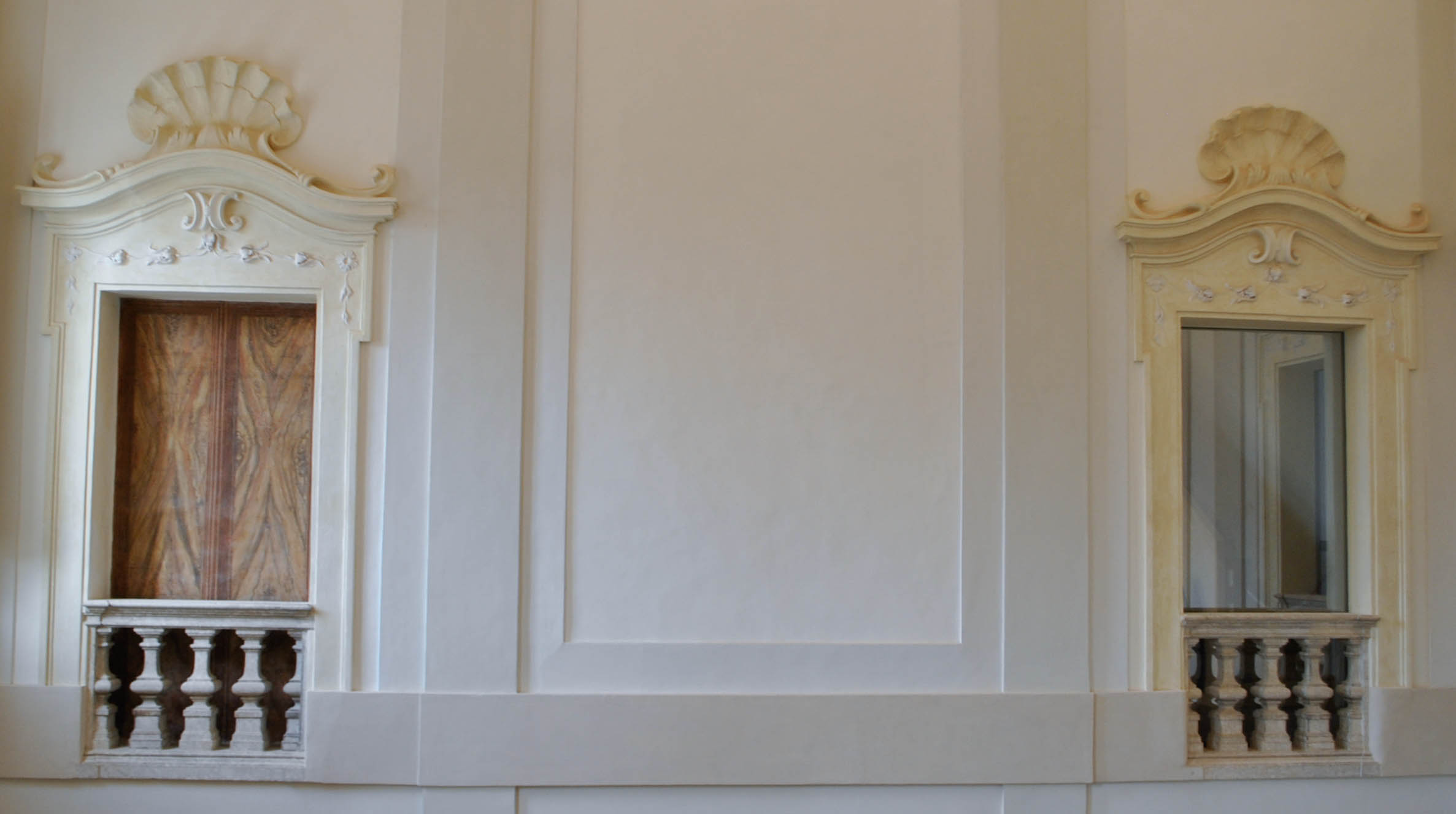
Finestre scala monumentale, particolare
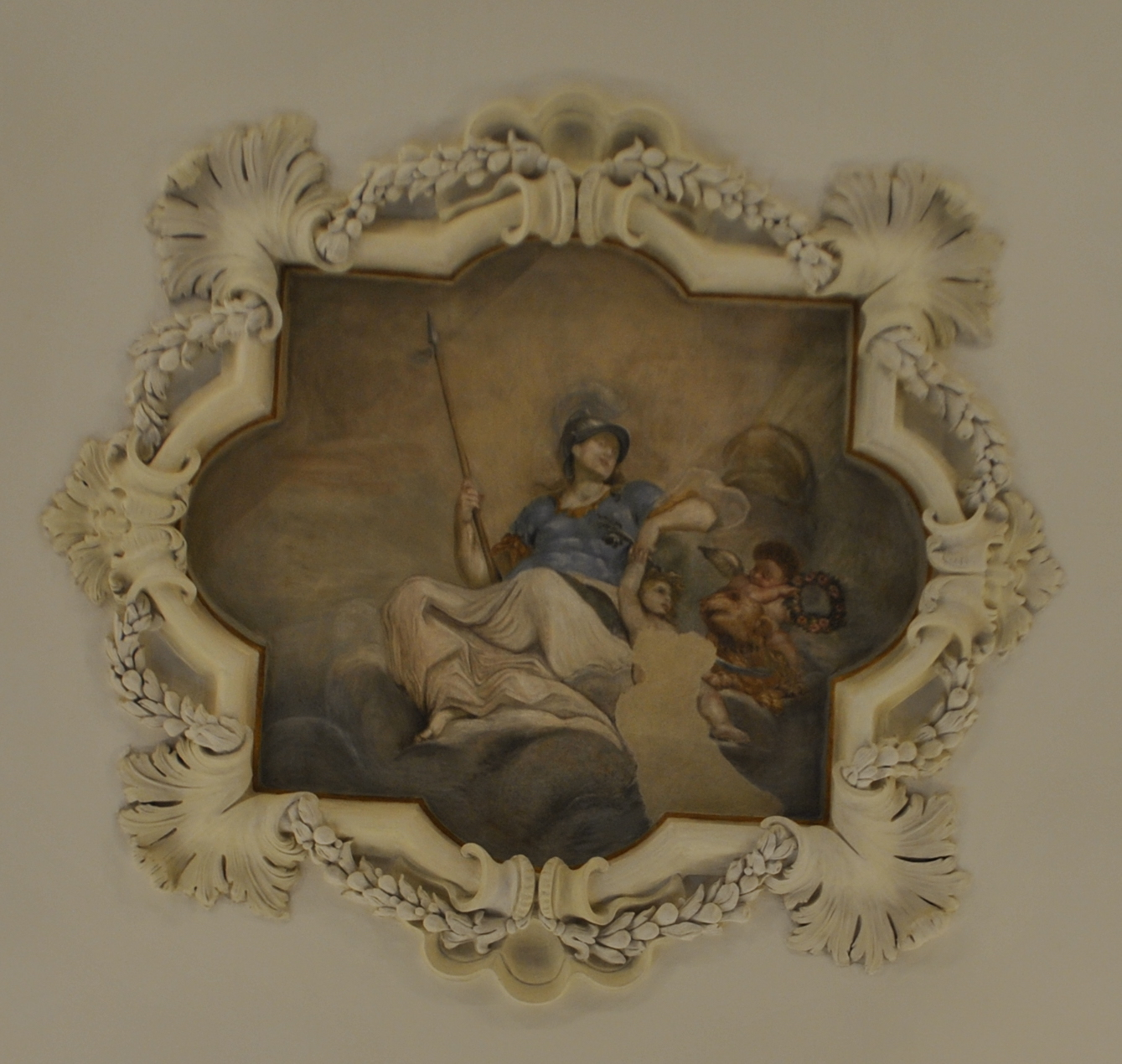
Ercole Gaetano Bertuzzi, Minerva, affresco soffitto piano nobile
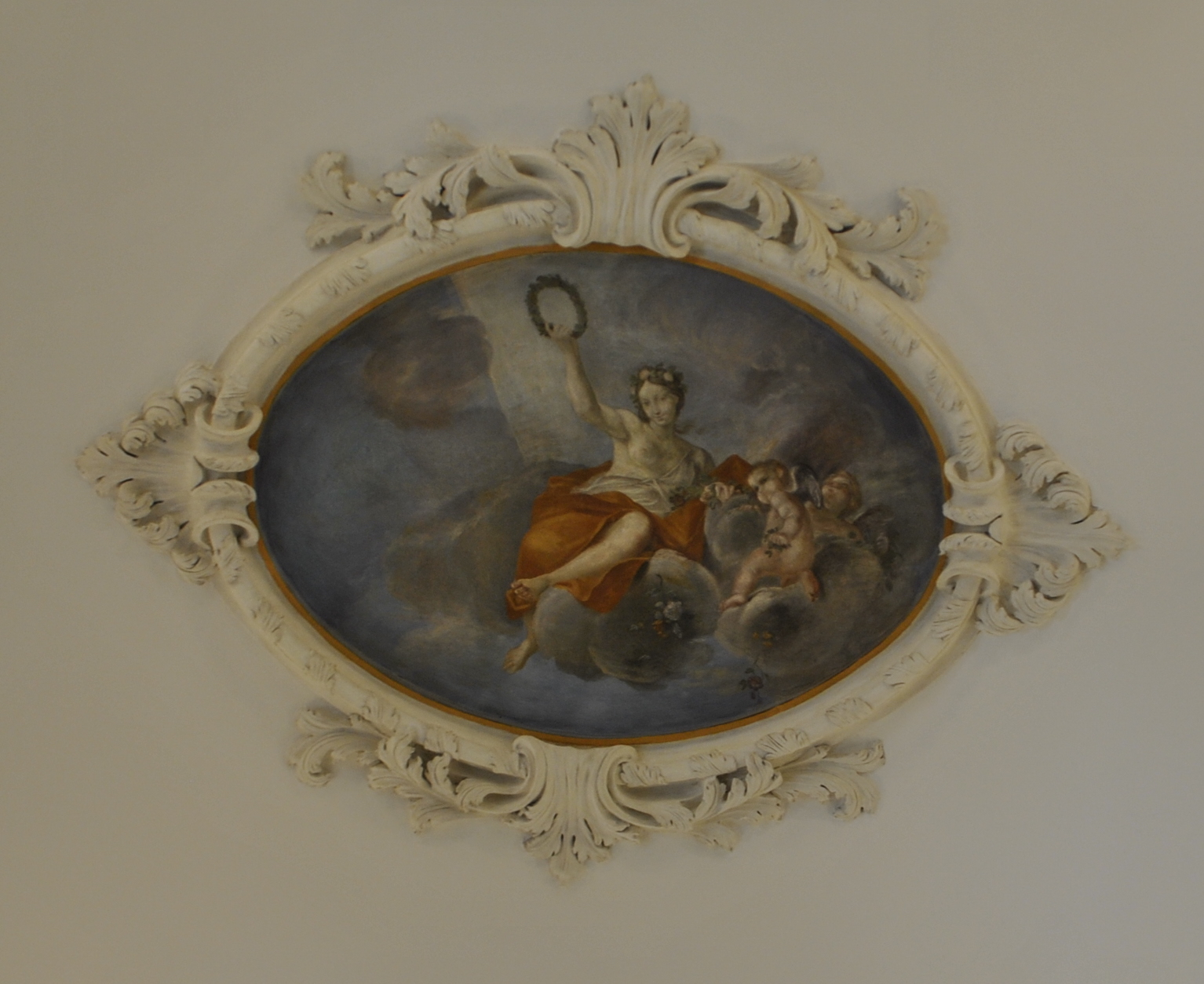
Ercole Gaetano Bertuzzi, Flora, affresco soffitto piano nobile
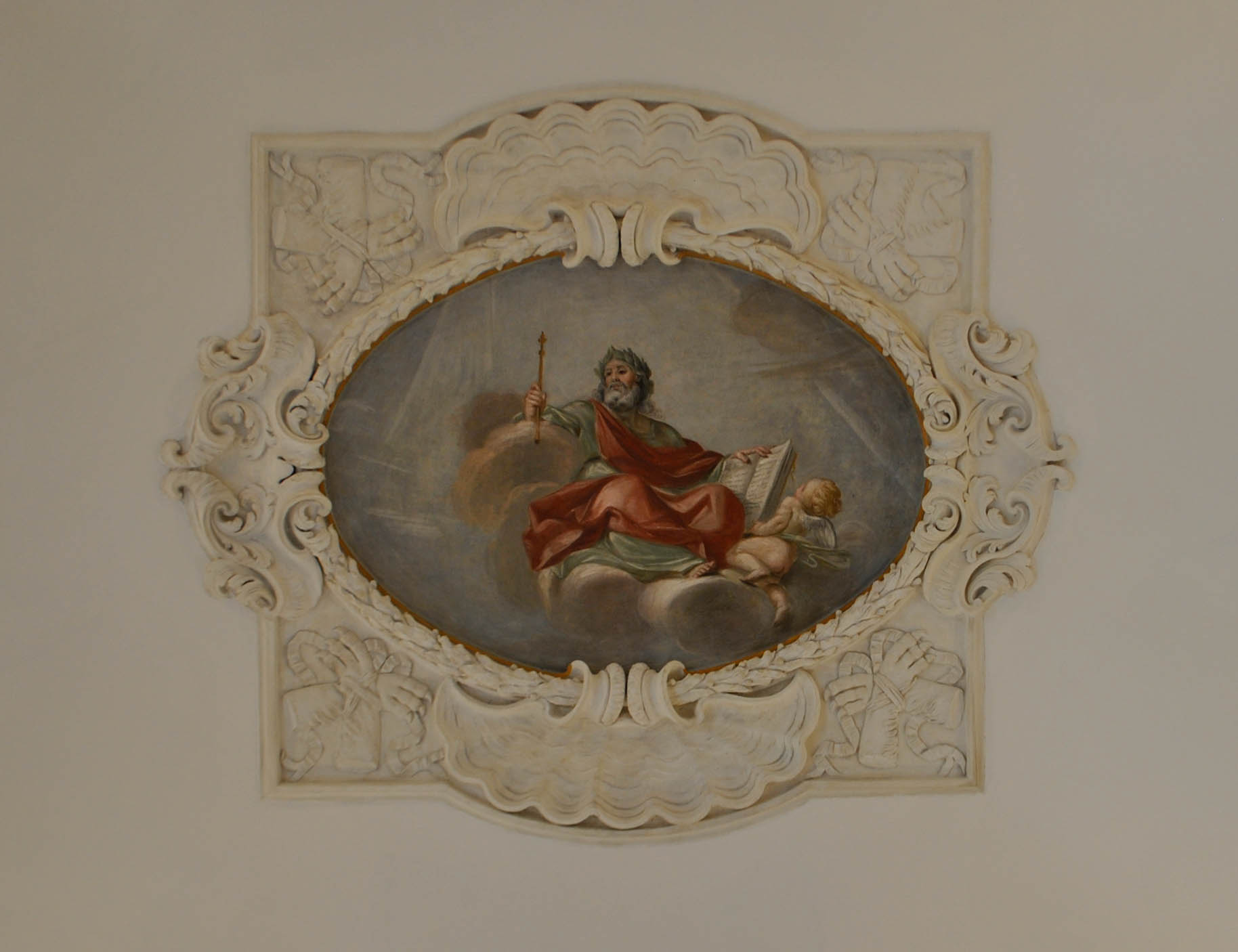
Ercole Gaetano Bertuzzi, Giove, affresco soffitto piano nobile